# Медал за вярност (САЩ)

## История
Медалът за вярност е първото декоративно военно отличие в независимата история на САЩ въведен през 1780 г. чрез закон от континенталния конгрес. Познат още като „Медал за залавянето на Андре“, той е връчен само на трима млади американски запасни офицери от щата Ню Йорк заради участието им в залавянето на майор Джон Андре, британски шпионин инфилтриран в щатите, с чиято помощ генерал Бенедикт Арнолдс дезертира. Отличените поименно са редниците Джон Поулдинг, Дейвид Уилямс и Айзък Ван Уарт. Само две години по-късно медалът излиза от употреба и е заменен с Пурпурно Сърце на 7 август 1782 г. от първия президент на САЩ – Генерал Джордж Вашингтон.

## Описание
На лицето на медала пише „ВЯРНОСТ“ (на английски: FIDELITY), а на гърба е изписана латинската фраза „Amor Patriae Vincit“, в превод „Любовта към родината побеждава“. Последното е в чест на факта, че редниците отказват да приемат щедър подкуп в замяна на освобождаването на Андре.